# Ferdinand von Erwitte
Ferdinand von Erwitte OSB (* 25. Dezember 1628 auf Schloss Ebbinghausen im heutigen Erwitte; † 17. April 1706 in Werden) war von 1670 bis 1705 Abt der Klöster Werden und Helmstedt.

## Leben
Er stammte aus dem westfälischen Adelsgeschlecht der Herren von Erwitte und war Sohn des kurbayerischen Generals Dietrich Ottmar von Erwitte und dessen Gattin Gertrud von Eller zu Oefte. Obwohl er der Letzte seines Geschlechts war, entschied er sich im Alter von 35 Jahren im Jahr 1653 zum Eintritt in die Benediktiner-Reichsabtei Werden. Im Jahr 1657 wurde er zum Priester geweiht. Drei Jahre später wurde Ferdinand von Erwitte Prior der Abtei Siegburg, ein Jahr später Prior im Kloster Helmstedt. Dort tat er viel, um die Folgen des Dreißigjährigen Krieges zu beseitigen. Außerdem befasste er sich mit der Wiederherstellung der Klosterkirche. Eine noch vom heiligen Ludger gestiftete unter der Kirche gelegene Kapelle ließ er ausschmücken. Obwohl er sich Hoffnungen auf die Nachfolge von Abt Heinrich Dücker, für die in Personalunion verbundenen Klöster Werden und Helmstedt machte, wurde ihm 1667 Adolf Borcken vorgezogen. Er übernahm stattdessen das Amt des Priors in der Fürstabtei Corvey, wurde aber schon 1668 Koadjutor des Abtes im Kloster Ammensleben und dort ein Jahr später Nachfolger des Abtes. 
Nur kurze Zeit später wechselte er nach dem Tod des Reichsprälaten Adolf Borcken als dessen Nachfolger zurück in sein Professkloster Werden. Er war damit der erste Adelige nach einer Reihe von bürgerlichen Reichsäbten in Werden. Die weltlichen Regalien wurden ihm von Kaiser Leopold I. im Jahr 1671 verliehen. Er war als Fürstabt Direktor des Rheinischen Reichsprälatenkollegium. 
Ferdinand von Erwitte war Anhänger der Marienverehrung und stiftete eine Rosenkranzbruderschaft. Außerdem hatte er Anteil an der Entstehung des Wallfahrtsortes Neviges. Als Fürstbischof Ferdinand von Fürstenberg schwer erkrankte, reiste Abt Ferdinand mit einer Mariendarstellung zu ihm. Der Fürstbischof ließ zum Dank für seine rasche Genesung in Neviges ein Kloster errichten und pilgerte 1681 dorthin. Zur Zeit von Abt Ferdinand wurden die Glocken der Abteikirche umgeschmolzen. Außerdem vermehrte er den Bestand der Bibliothek. Gegen lutherische Prediger in der Stadt Werden ging er vor. Er konnte aber nicht verhindern, das Werden 1676 und 1685 Geld für den Unterhalt von Truppen an das nunmehr zu Kurbrandenburg gehörende Herzogtum Kleve zu zahlen hatte. 
Im Jahr 1685 war Werden Tagungsort der Äbte der in der Bursfelder Kongregation zusammengeschlossenen Klöster. Das Amt des Präsidenten der Kongregation lehnte Ferdinand aus Altersgründen ab. 
Ferdinand resignierte am 14. November 1705. Er starb am 17. April 1706. Er wurde in einer Ecke des Muttergotteschores in der Abteikirche von Werden beigesetzt. Dort existiert noch die Grabplatte mit seinem Bildnis.